# Cryptotis avia
Cryptotis avia es una especie de musaraña de la familia soricidae.

## Distribución geográfica
Es endémica de Colombia.